# マルティン・フィスター
マルティン・フィスター（ドイツ語: Martin Pfister）は、スイスの政治家。2025年3月より国防・国民保護・スポーツ担当連邦参事を務める。

## 経歴
2006年にツーク州議会議員に選出され、2016年までその職を務めた。2009年から2012年まで、スイスキリスト教民主党ツーク州支部長を務めた。2016年1月17日のツーク州政府執行議会議員補欠選挙で、フィスターはペーター・ヘッグリンの退任による空席を埋めるために選出された。また、2016年から2025年までツーク州保健局長を務めた。中央スイス保健局長会議の長として、フィスターはCOVID-19パンデミックへの対応で重要な役割を果たした。2022年の執行議会選挙では、候補者の中で最多の票を獲得した。
2025年、フィスターはヴィオラ・アムヘルトの後任として連邦参事会に選出された。彼が連邦国防・国民保護・スポーツ省を担当することは予想されており、選挙の2日後に行われた連邦参事会の省庁再配分において正式に確認された。当初、フィスターの対立候補であるマルクス・リッターは、国政においてはるかに大きな影響力を持つため、最有力候補と目されていた。フィスターは土壇場で立候補を表明し、その後数日間は非公開で過ごしたため、「アリバイ候補」と評された。選挙活動中、フィスターはしばしば自分から発言することをためらった。いくつかの質問に対してフィスターは「ジョーカーを引く」と答えた。積極的に問題解決者をアピールしたリッターとは対照的に、フィスターはゆっくりと落ち着いて話した。

## 政治的立場
フィスターは債務ブレーキの緩和に反対しており、また付加価値税の引き上げによる歳入増加を求めている。フィスターはノイエ・チュルヒャー・ツァイトゥング紙から「社会経済問題においてリベラル」と評されている。
ツーク州政府執行議会におけるフィスターの同僚たちは、彼を「非常に協調的」と評し、政敵は彼の議論へのオープンさを称賛している。しかし、フィスターの妥協への姿勢は、決断力に欠けるとの批判もある。

## 教育
兵役中、ワァンゲン・アン・デア・アーレの訓練場に通い、その肉体的強靭さで知られ、一度はバックパックを2つも背負ったこともあった。軍事訓練中にフリブール大学でもウルス・アルターマット教授の助手として働いた。歴史とドイツ語を学び、特にスイス連邦参事会参事の歴史を研究し、ツーク出身の初期の連邦参事フィリップ・エッターに関する論文を執筆した。教授の勧めにもかかわらず、フィスターは学問の道に進まないことを選択した。